# Wulpen (eiland)

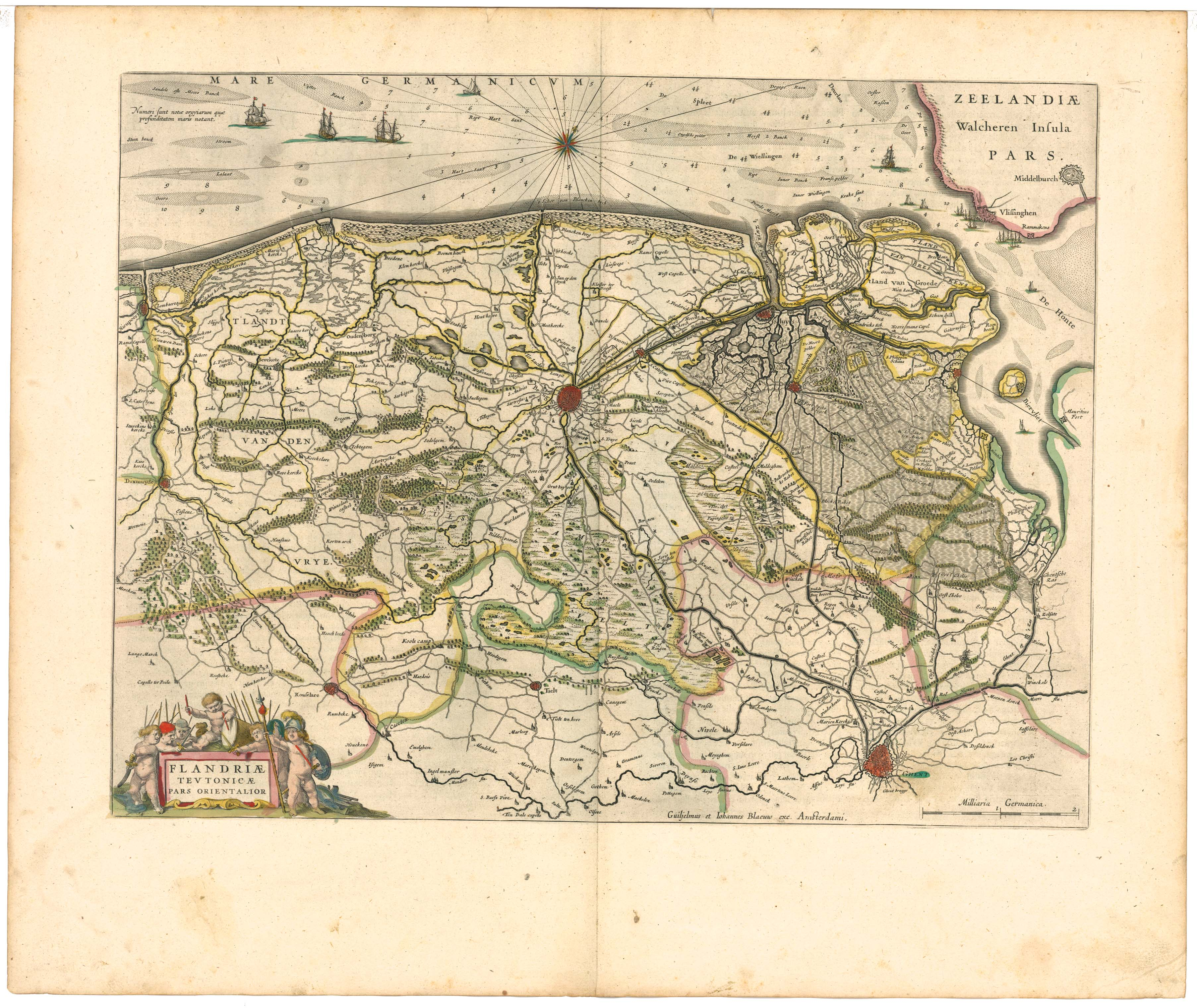
Op deze kaart van 1645 (midden 17e eeuw dus) ziet men een klein restant van het eiland Wulpen aan de monding van De Honte tussen eilanden Cadsand en 't Land van Breskens.

Wulpen was tot de 16e eeuw een eiland in het graafschap Vlaanderen en lag in de Westerschelde tussen Walcheren en het huidige West-Zeeuws-Vlaanderen. De hoofdplaats was het gelijknamige dorp Wulpen (ook wel Sint-Lambert-Wulpen). Andere plaatsen waren: Oostende, Westende (allebei niet te verwarren met Oostende en Westende aan de Belgische kust, en Oostende niet te verwarren met verdronken dorp Oostende op Baarland), Avenkerke (ook Brielle genoemd) en Runckendorp.
Uit oude geschriften kan worden opgemaakt dat er vermoedelijk Normandiërs op de eilanden hebben gebivakkeerd. Rond het jaar 690 moet Willibrord op het eiland zijn geweest, waarna hij verder trok naar Walcheren. Een ander geschrift uit 1089 maakt melding van een kerk op Wulpen. Ook staat vast dat het vanaf de 12e eeuw bewoond is geweest, en dat er een klooster en misschien een kasteel is geweest. Rond de 13e eeuw moet Wulpen een dichtbevolkt eiland zijn geweest aangezien er toen twee kerken op het eiland waren.
Door de verzanding van het Zwin verarmde de stad Brugge en kon deze de kosten niet meer betalen voor het droogleggen van de polders en het onderhouden van de dijken. Dit zou het eiland gevoeliger gemaakt hebben voor de overstromingen. Dit betekende de groei van de haven van Antwerpen⁣, aangezien het verdwijnen van de eilandjes aan de monding van de Westerschelde immers het contact naar de zee opende. Het Zwin onderging het omgekeerde effect, en zou door het verdwijnen van de eilanden nog sneller gaan verzanden.
In 1377 verwoestte een stormvloed het grootste deel van het eiland. Westende, Avenkerke en Runckendorp gaan voorgoed ten onder. Oostwulpen - een paar poldertjes - blijft behouden. In 1436 plundert een Engels leger echter alles wat nog over is. In oktober 1513 vernielt de zee de rest van het eiland.
Een paar jaar later ontstond er echter weer een duinplaat die tot ongeveer de 16e eeuw te zien was, waarna ook deze verwoest werd. Tot nu toe bestaat er echter een ondiepte aan de zuidkant van de Westerschelde, ongeveer tegenover Nummer Eén tot Hoofdplaat en zelfs enkele kilometers ten oosten daarvan.